# Балясина

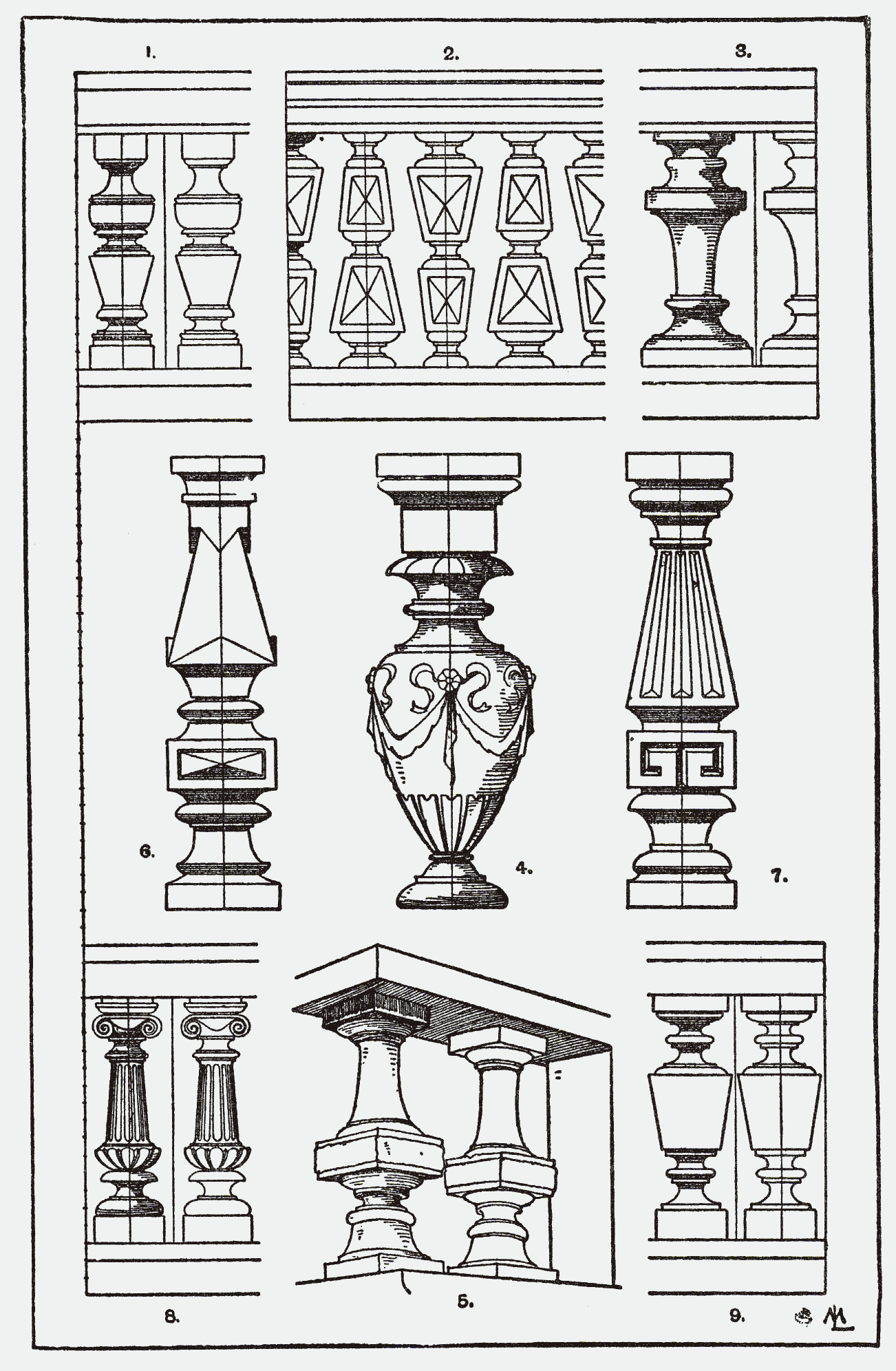
Зразки балясин від: A Handbook of Ornament, Franz S. Meyer, 1898

Баля́сина (через пол. balas від італ. balaustro, що сходить до дав.-гр. βαλαύστιον — «квітка дикого граната») — вертикальний елемент балюстради, невисокий фігурний (часто веретеноподібний) стовпчик, що підтримує перила сходів, терас, балконів, дахів.
Робиться гладеньким або прикрашається різьбленням, розписами, золоченням.